# فرودگاه شهری فارست سیتی (شمال)
فرودگاه شهری فارست سیتی (شمال) (به انگلیسی: Forrest City Municipal Airport) یک فرودگاه همگانی بهره‌برداری هوایی است که یک باند فرود آسفالت دارد و طول باند آن ۹۱۹ متر است. این فرودگاه در کشور ایالات متحده آمریکا قرار دارد و در ارتفاع ۷۶ متری از سطح دریا واقع شده است.